# Gallimatias
Gallimatias eller gallimattias är ursprungligen en latinsk term som betyder "struntprat" eller "nonsens". Det är således en text eller annan utsaga som saknar mening, eller är så orimlig att den gränsar till det meningslösa. Åtminstone tre typer av satser som är gallimatias kan alltså urskiljas:
- Satsen bryter mot grammatiska eller logiska regler och blir därför meningslös.
- Satsen framstår som uppenbart orimlig eller osammanhängande utan att i någon formell mening vara felaktig.
- Satsen utgör experimentell prosa som använder gallimatias som ett stilistiskt grepp.

En teori om ordets uppkomst är att disputationerna vid det medeltida universitetet i Paris gick så häftigt till att deltagarna liknades vid stridstuppar. Detta gjorde att deras verksamhet kom att kallas stridstuppsvetenskap, från det latinska ordet gallus, "tupp", och den grekiska efterleden -mathia, "vetande". Disputationerna råkade i vanrykte till följd av de barocka ämnen som behandlades och gallimatias blev då synonymt med struntprat.
Gallimatias är även titeln på b-sidan av svenska hiphop-singeln Ja! från 1989, med blivande JustD, då under namnet Crafoord.